# Forbes Burnham

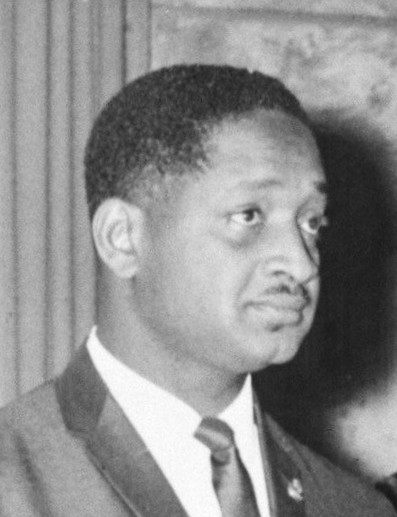
Forbes Burnham 1966.

Linden Forbes Sampson Burnham, född 20 februari 1923 i Brittiska Guyana, död 6 augusti 1985 i Georgetown, Guyana, var en guyansk politiker. Han var Brittiska Guyanas premiärminister 1964-1966. Efter självständigheten var Burnham Guyanas första premiärminister 1966-1980. Han var Guyanas president från 6 oktober 1980 fram till sin död.
Burnham avlade 1948 juristexamen vid University of London. Han var 1950 med om att grunda vänsterpartiet Folkets progressiva parti (People's Progressive Party). Burnham lämnade senare partiet och grundade 1957 ett annat socialistiskt parti, Folkets nationalkongress (People's National Congress).
Burnhams regering närmade sig 1970 Kuba, Sovjetunionen och andra realsocialistiska länder. I många av de val som Burnham vann förekom anklagelser av valfusk, också i presidentvalet 1980.